# Dan Phillips
Daniel James „Dan“ Phillips (* 8. Dezember 1965) ist ein amerikanischer Jazzmusiker (Gitarre, Komposition).

## Leben und Wirken
Phillips begann als Teenager, Schlagzeug und Perkussion zu spielen und erhielt Unterricht am Community College seiner Heimatstadt Springfield, Illinois. Im zweiten Jahr wechselte er zur Gitarre. Bald begann er Jazz zu spielen. Am Berklee College of Music in Boston erhielt er 1990 seinen Bachelor als Gitarrist. Im selben Jahr repräsentierte er Berklee beim Montreal Jazz Festival.
Nach seinem Abschluss zog Phillips zunächst nach New York City, wo er seine Karriere als Musiker begann und in Ensembles von Jim Black, Ben Street, Owen Howard, John Arruci, Chris Speed, Pat Zimmerly und Michael Sarin wirkte. 1996 zog er nach Chicago, wo er mit Tim Mulvenna, Chad Taylor, Krzysztof Pabian, Phil Gratteau und Tatsu Aoki arbeitete. 1997/98 erwarb er einen Master in Jazzpädagogik an der Northwestern University.
2001 zog Phillips nach Thailand, wo er in Bangkok als Direktor für Jazz-Studien am Mahidol University College of Music unterrichtete. 2004 lebte er für einige Monate in Tokio, um sein Trio-Konzept in der dortigen Szene zu entwickeln, bevor er nach Thailand zurückkehrte, um eine neue Stelle am Rangsit University Conservatory of Music als Dozent für Jazzgitarre anzunehmen. Zwischen 2005 und 2008 lehrte er an der Minnesota State University in Moorhead als Assistenzprofessor für Gitarre, bevor er 2008 nach Bangkok zurückkehrte, um als Dozent für Gitarre und Jazzstudien an der Silpakorn University zu wirken.
Zurück in Chicago leitete Phillips das Chicago Edge Ensemble, das Quartet Next, das Dan Phillips Trio und das Dan Phillips Quartet. Er hat mit Jazzmusikern wie Hamid Drake, Gerald Wilson, Danilo Pérez, Avreeayl Ra, Michael Zerang, Dave Rempis, Jeb Bishop, Jim Baker und Ed Thigpen zusammengearbeitet.

## Diskographische Hinweise
- Dan Phillips Quartet: Converging Tributaries (2017, mit Jeb Bishop, Timothy Daisy, Hamid Drake)
- Chicago Edge Ensemble: Decaying Orbit (2017, mit Mars Williams, Jeb Bishop, Krzysztof Pabian, Hamid Drake)
- Chicago Edge Ensemble: Insidious Anthem (Trost 2018)
- Chicago Edge Ensemble: The Individualists (2023, mit Josh Berman, Jeb Bishop, Krzysztof Pabian, Hamid Drake)